# Namangan
Namangan (in russo: Наманган) è una città sita nel nord est dell'Uzbekistan e capoluogo dell'omonima regione.
L'insediamento si trova al limite settentrionale della Valle di Fergana, 300 km a est della capitale Tashkent. Poco fuori dal limite meridionale del territorio cittadino i fiumi Kara Darya e Naryn si uniscono dando vita al Syr Darya.

Il nome deriva dalle locali miniere di sale (in persiano: نمک‌کان namak kan).

## Storia
Namangan, come suggerisce il toponimo iranico, era originariamente un insediamento di popolazione persiana di origine centro asiatica. Il persiano (nella sua variante tagica) è ancora largamente usato dagli abitanti del distretto, particolarmente nelle zone Kasan-sai e Akhsikath sul fiume Kasan.
Già conosciuta nel XV secolo, divenne parte del Khanato di Kokand nella metà del XVIII secolo. Nel 1876, quando venne annessa all'impero russo, Namangan era un centro di studio islamico con venti madrasse e più di seicento moschee; l'annessione cambiò l'assetto economico della città, nella quale la produzione di cotone e la lavorazione del cibo divennero le principali attività. Nel 1926 fu colpita da un distruttivo terremoto.
A partire dall'indipendenza dell'Uzbekistan, nel 1991, Namangan è stata testimone di un risveglio islamico che ha visto fondate molte moschee e scuole per mano di organizzazioni caritatevoli provenienti da paesi mediorientali, inclusa la setta conservatrice saudita wahhabi. Questo si è anche tradotto in un'opposizione politica nei confronti del governo secolare uzbeko; alcune donne hanno abbandonato le tradizionali sciarpe colorate in favore di larghi veli bianchi o persino dei neri paranja.